# Húsavík
Húsavík è una piccola città che si trova nel comune islandese di Norðurþing, nella regione di Norðurland eystra, nell'estremo nord dell'Islanda, a circa 70 km stradali da Akureyri.
Collocata sulla baia Skjálfandi, che in islandese significa "baia dei tremori" a causa dei continui sommovimenti tellurici, Húsavík vive di pesca e turismo. La cittadina è conosciuta per l'osservazione dei cetacei è addirittura soprannominata la "capitale mondiale dell'osservazione dei cetacei": le uscite in barca per ammirare le balene hanno praticamente sempre successo in quanto la baia di Skjálfandi è un vero e proprio crocevia per i cetacei. La baia ospita sempre diversi esemplari di passaggio di differenti specie di balena, dalle comuni balenottere rostrate e capodogli, alle megattere che compiono impressionanti acrobazie fuori dall'acqua, fino alle rare balenottere azzurre, gli animali più grandi del mondo.

## Monumenti e luoghi d'interesse
In città è presente anche un whale center dove sono conservati scheletri di molte specie di balene, oltre ad informazioni sulla vita dei cetacei che abitano la baia. C'è poi un museo della civiltà islandese. Húsavík era anche sede dell'unico museo al mondo di falli di tutte le specie animali, il Museo fallologico islandese, ma dall'autunno 2011 è stato spostato a Reykjavík. Al museo di storia naturale, fondato nel 1966, è presente invece un orso bianco imbalsamato, cacciato sull'isola di Grímsey dove era approdato nell'inverno 1969 dopo essere andato alla deriva su un iceberg.
La chiesa cittadina, disegnata dall'architetto Rognvaldur Olafsson, fu costruita a forma di croce con legname proveniente dalla Norvegia e consacrata nel 1907. Il campanile è alto 26 m. Non c'è il tradizionale pulpito. L'artista Freymodur Johannesson dipinse e decorò gli interni nel 1924. Sveinn Thorarinsson, artista proveniente dalla fattoria Kilakot, nella contea di Kelduhverfi, dipinse una rappresentazione della risurrezione di Lazzaro per l'altare, nel 1930-31. L'organo fu consacrato nel 1964. Lo scultore Johann Bjornsson di Húsavík intagliò il fonte battesimale e altre decorazioni in legno per la chiesa.

## Amministrazione

### Gemellaggi
- Karlskoga

## Galleria d'immagini

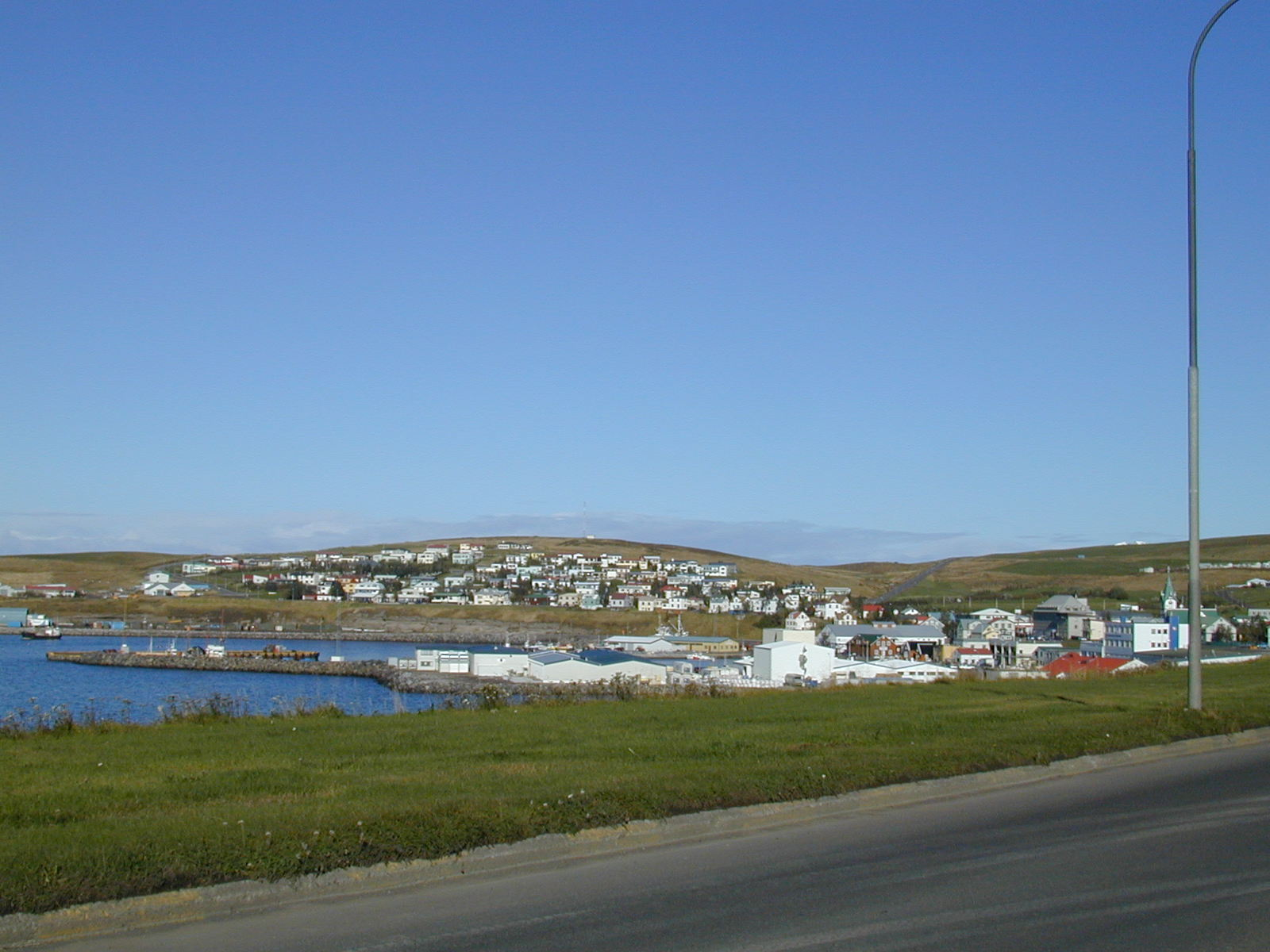
Vista della cittadina
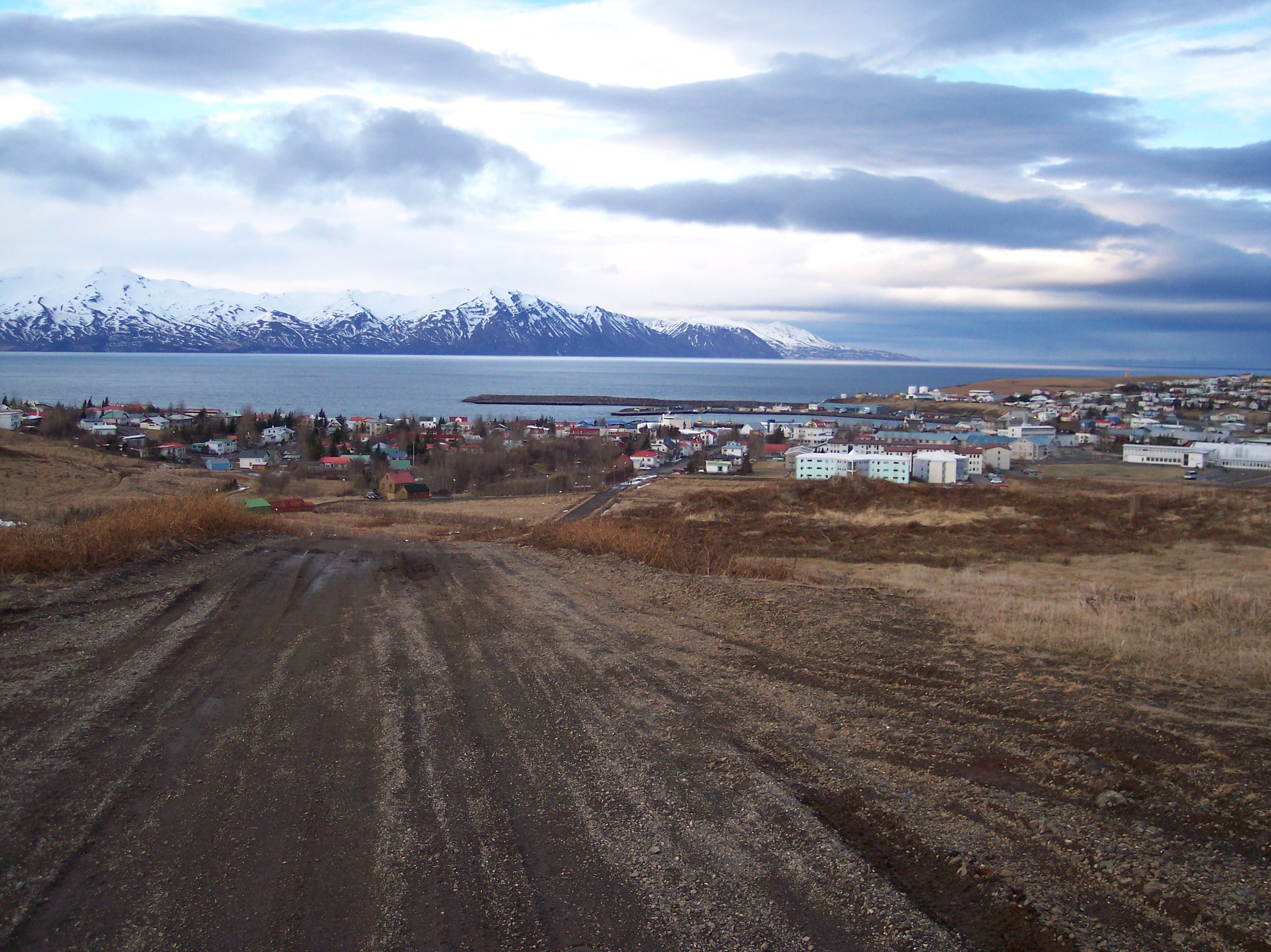
Vista della cittadina
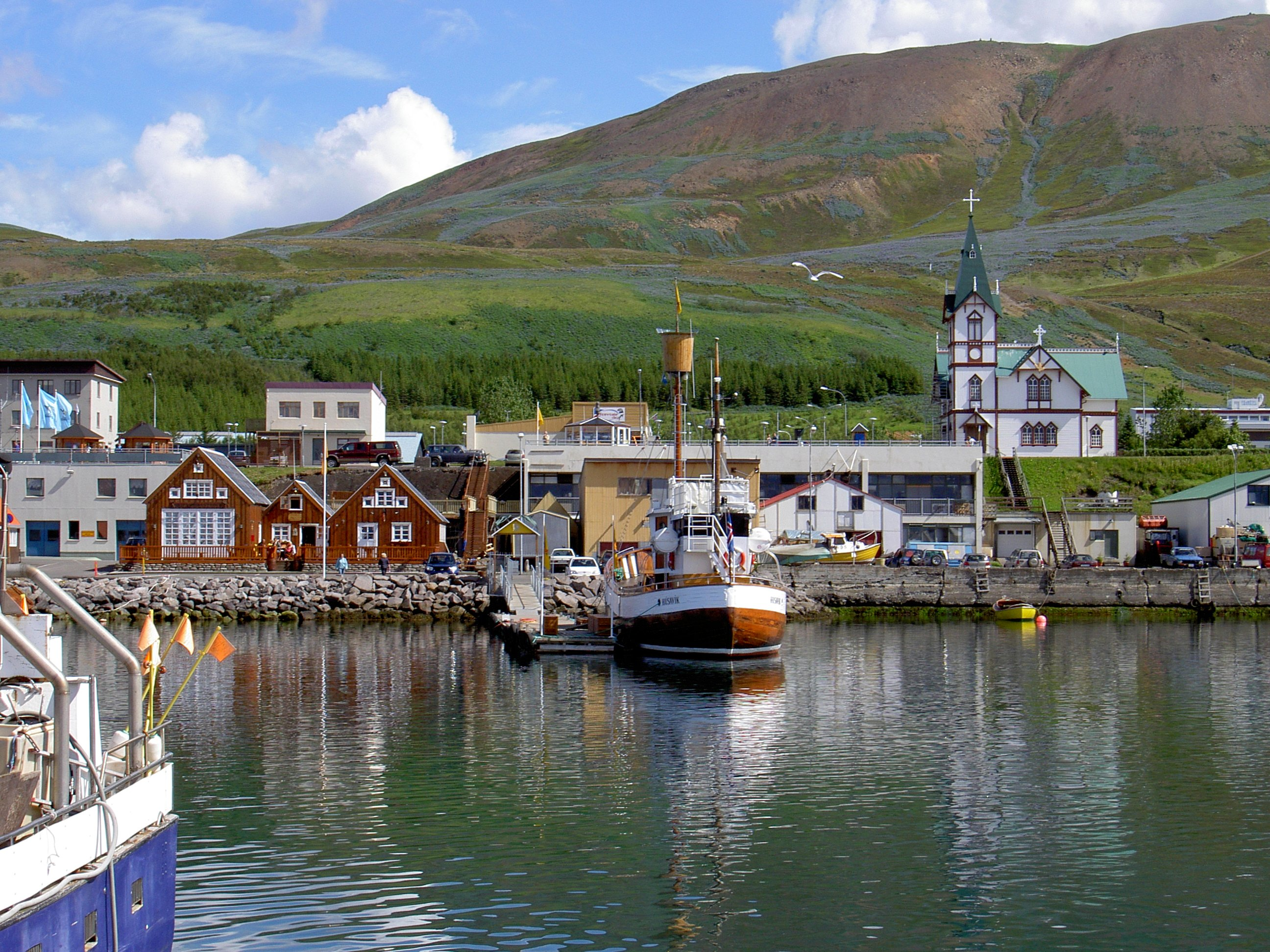
Vista del porto
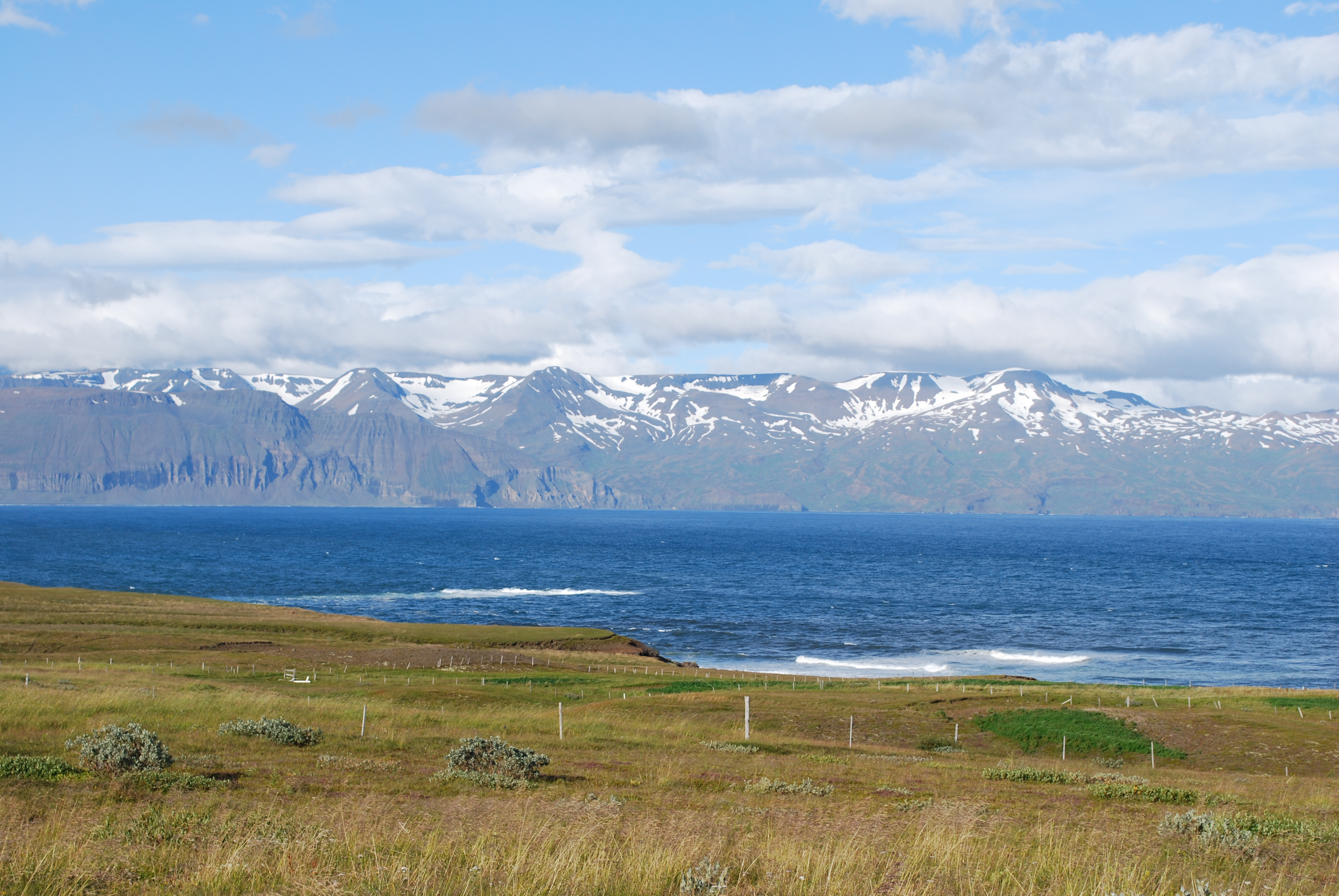
La baia di Skjálfandi
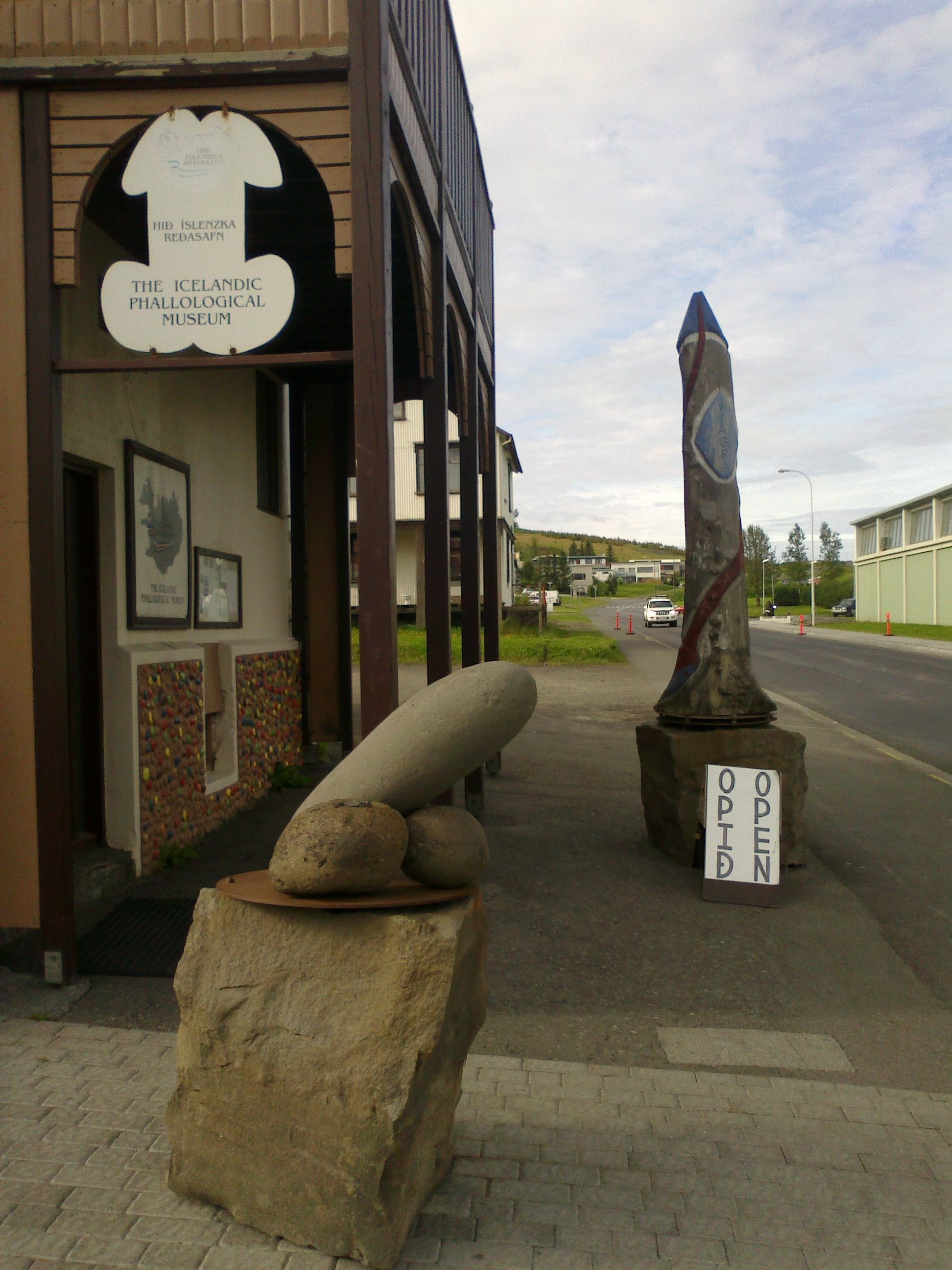
Museo fallologico islandese
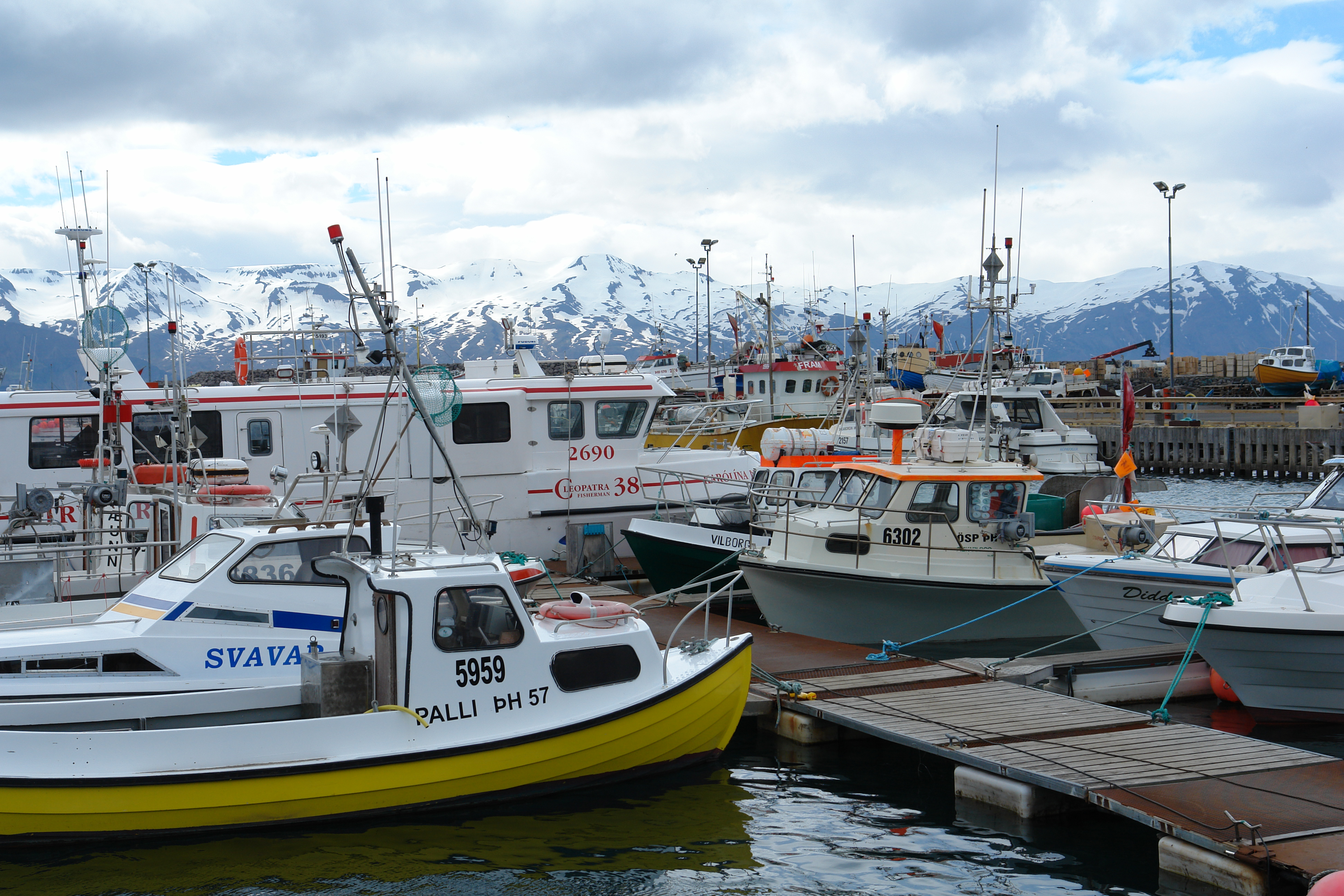
Vista del porto
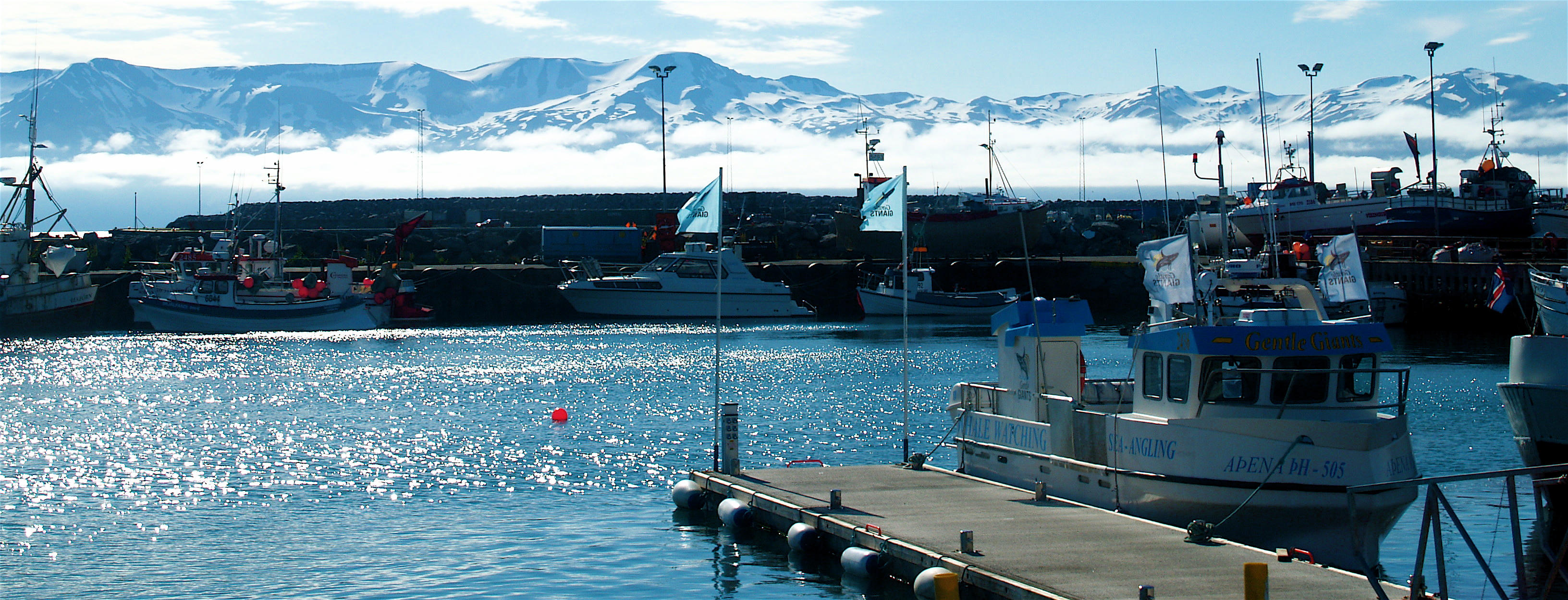
Vista del porto
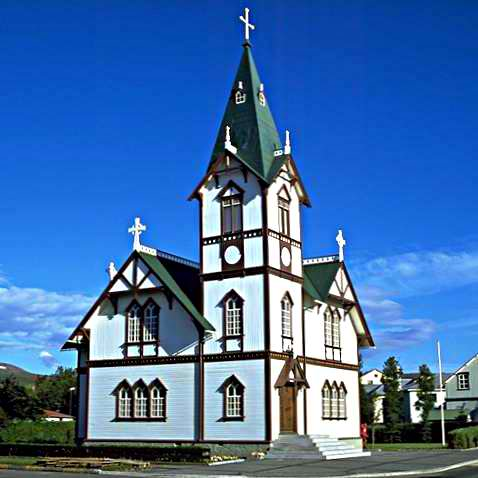
Chiesa di Húsavík
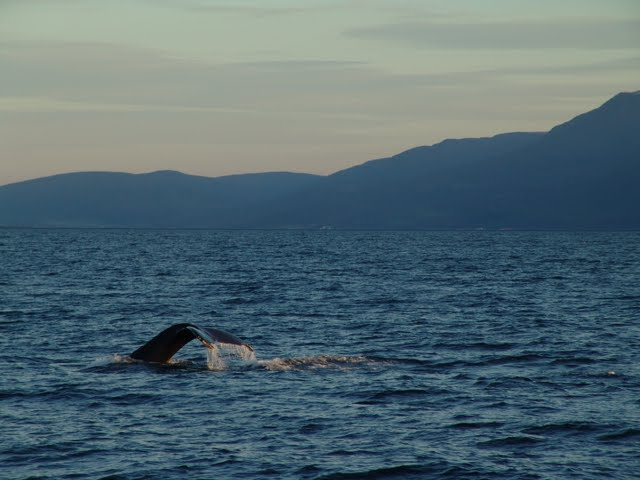
Balene a Skjalfandi vicino Húsavík

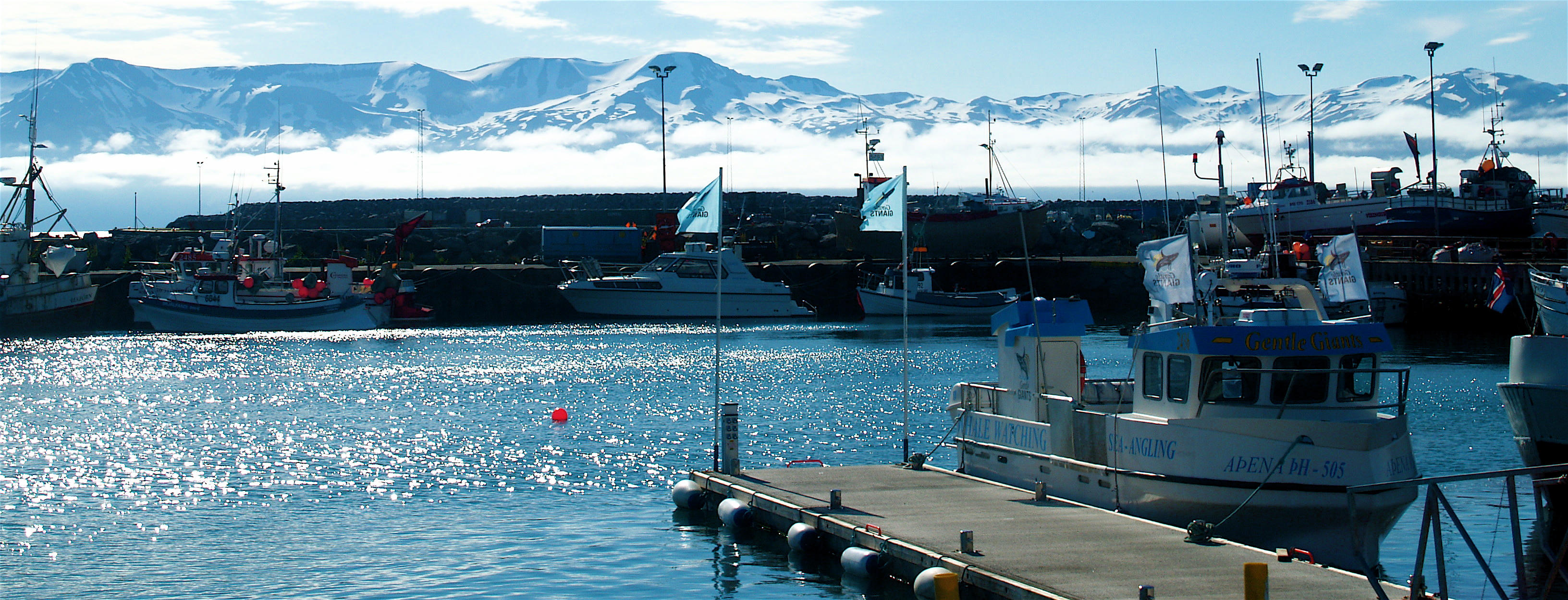
Húsavík

## Nella cultura di massa
Húsavík è stata l'ambientazione e l'ispirazione di una canzone nel film di Netflix del 2020 Eurovision Song Contest - La storia dei Fire Saga. Il film è una storia comica di due nativi di Húsavík che rappresentano l'Islanda nell'Eurovision Song Contest; il film ha portato ad un incremento del numero di turisti da tutto il mondo.